# Партия за национална борба
Партията за национална борба (на турски: Milli Mücadele Partisi, MMP) е националистическа политическа партия в Турция, основана е на 24 ноември 2014 г. от Ахмет Кая. Идеологически партията спазва принципите на кемализма, който е съчетан с ислямистката политическа програма на Фетхуллах Гюлен.
Вестникът на Партията на справедливостта и развитието (AKP) – „Йени Акит“ обвинява партията, че е основана от привърженици на Фетхуллах Гюлен, след техен неуспех да придобият влияние в Партията на националистическото действие (MHP).